# Emma d'Italia
Emma d'Italia (948/50 oppure ca. 948 – dopo il 988) figlia di Lotario II d'Italia e di Adelaide di Borgogna, fu regina di Francia come sposa di Lotario IV.

## Origine
Unica figlia del Re d'Italia, Lotario II, (come ci conferma il cronista, Flodoardo) e della moglie, Adelaide (come ci conferma l'Annalista Saxo), figlia di Rodolfo II di Borgogna e di Berta di Svevia e sorella del re Corrado il pacifico, che, secondo il cronista Liutprando da Cremona, gli era stata promessa circa dieci anni prima, quando suo padre aveva sposato, come sua quarta moglie, la madre di Adelaide, Berta di Svevia (907- dopo il gennaio 966), detta la Filandina, figlia del duca di Svevia e di Sassonia, Burcardo II e vedova di Rodolfo II di Borgogna, che aveva sposato nel 922 (confermato anche dagli Annales Sangallenses Maiores. Lotario II era l'unico legittimo figlio maschio del marchese del regno di Provenza e poi Re di Provenza, pur mantenendo il titolo di Marchese e re d'Italia, Ugo d'Arles e di Ada o Hilda,di cui non si conoscono gli ascendenti, come ci conferma il cronista, Liutprando da Cremona, Vescovo di Cremona, il quale però precisa che era di origine germanica (ex Francorum genere Teutonicorum uxore acceperat, nomine Aldam). Il matrimonio dei suoi genitori è confermato anche nel documento della fondazione del monastero di San Pietro, del 924.

## Biografia
Suo padre, Lotario morì, nel 950, probabilmente avvelenato dal marchese d'Ivrea, Berengario che gli successe sul trono d'Italia, il 15 dicembre. Berengario avrebbe voluto che sua madre, Adelaide, si unisse in matrimonio con il suo figlio primogenito, Adalberto; in particolare, la moglie di Berengario, Willa, fece imprigionare Adelaide, nel 951, a Como. Adelaide, invece, fuggita dalla prigione, richiese la protezione del re di Germania, Ottone I con il quale, secondo il cronista, Flodoardo, si sposò, in seconde nozze, a Pavia, in quello stesso anno (951). Il matrimonio è confermato anche dall'Annalista Saxo.
Emma, nel 966, fu fatta sposare con il re Lotario IV di Francia, nel tentativo del suo patrigno, ora (dal 962) anche Imperatore del Sacro Romano Impero, Ottone I, di legare a sé il Regno di Francia.
Secondo la storica, Rosamond McKitterick, nel suo Frankish Kingdoms under the Carolingians 751-987 (Longman, London and New York), nel 977, Emma fu accusata di adulterio con il vescovo Adalbertone di Laon, dal fratello di Lotario, suo cognato Carlo.
Sia la regina sia il cardinale furono riconosciuti innocenti dal sinodo di Sainte-Macre, convocato dall'arcivescovo Adalberone di Reims. Carlo, invece, fu esiliato e costretto a lasciare il regno dei Franchi occidentali, si rifugiò in Lotaringia, dove l'imperatore del Sacro Romano Impero, Ottone II, lo nominò duca della Bassa Lorena, in quello stesso 977. Emma, per assicurare la successione al figlio, Luigi, la cui legittimità era stata messa in dubbio dallo zio, convinse il marito Lotario ad associarlo come coreggente al trono, nel 978. Luigi V l'anno successivo fu incoronato. Lotario tuttavia, non concesse mai al figlio un potere reale.
Lotario morì il 2 marzo 986 e suo figlio gli successe come Luigi V.
Il nuovo re, che secondo il monaco cluniacense e cronista, Rodolfo il Glabro non aveva le stesse capacità del padre, secondo la McKitterick litigò con la madre, Emma, ed esiliò Adalbertone di Laon, incolpandoli di aver avvelenato il re suo padre.
Luigi V non regnò a lungo e morì il 21 maggio 987, senza lasciare discendenza. Secondo il Richeri Historiarum, morì in seguito ad una caduta da cavallo, durante una battuta di caccia.
Il cognato di Emma, Carlo di Lorena allora riuscì a conquistare militarmente la capitale Laon e, nonostante fosse stato eletto ed incoronato, il 3 luglio 987, Ugo Capeto, Carlo si dichiarò re, ma dopo tre mesi di resistenza, fu fatto prigioniero e confinato a Orléans.
La regina vedova, Emma, si era ritirata dalla vita pubblica dopo la morte del figlio (secondo lo storico francese Christian Settipani si era ritirata a Digione dopo la morte del marito Lotario) e morì in un convento in Borgogna, dopo il 988.

## Figli
Emma a Lotario diede due figli:
- Luigi (ca.967-987), re dei Franchi occidentali
- Ottone (?-prima del 986)

## Emma duchessa di Boemia?
Secondo certi storici cechi e numismatici, Emma sarebbe da identificare con Emma di Mělník, seconda consorte di Boleslao II di Boemia e madre di due dei suoi figli, Ulrico/Oldřich e Jaromír. Tuttavia questa seconda unione è rigettata dalla maggior parte degli storici.

## Ascendenza
|                        |                       |                        | Genitori                 |  |  | Nonni |  |  | Bisnonni        |  |  | Trisnonni          |  |
|                        |                       |                        |                          |  |  |       |  |  | Tebaldo d'Arles |  |  | Uberto del Vallese |  |
|                        |                       |                        |                          |  |  |       |  |  | Tebaldo d'Arles |  |  | Uberto del Vallese |  |
|                        |                       | …                      |                          |  |  |       |  |  | Tebaldo d'Arles |  |  |                    |  |
| Ugo d'Italia           |                       |                        |                          |  |  |       |  |  | Tebaldo d'Arles |  |  |                    |  |
|                        |                       | Berta di Lotaringia    | Lotario II di Lotaringia |  |  |       |  |  |                 |  |  |                    |  |
|                        |                       | Berta di Lotaringia    | Lotario II di Lotaringia |  |  |       |  |  |                 |  |  |                    |  |
|                        |                       | Berta di Lotaringia    | Waldrada di Wormsgau     |  |  |       |  |  |                 |  |  |                    |  |
| Lotario II d'Italia    |                       | Berta di Lotaringia    |                          |  |  |       |  |  |                 |  |  |                    |  |
|                        |                       | …                      | …                        |  |  |       |  |  |                 |  |  |                    |  |
|                        |                       | …                      | …                        |  |  |       |  |  |                 |  |  |                    |  |
|                        |                       | …                      | …                        |  |  |       |  |  |                 |  |  |                    |  |
| Hilda                  |                       | …                      |                          |  |  |       |  |  |                 |  |  |                    |  |
|                        |                       | …                      | …                        |  |  |       |  |  |                 |  |  |                    |  |
|                        |                       | …                      | …                        |  |  |       |  |  |                 |  |  |                    |  |
|                        |                       | …                      | …                        |  |  |       |  |  |                 |  |  |                    |  |
| Emma d'Italia          |                       | …                      |                          |  |  |       |  |  |                 |  |  |                    |  |
|                        | Rodolfo I di Borgogna | Corrado II di Borgogna |                          |  |  |       |  |  |                 |  |  |                    |  |
|                        | Rodolfo I di Borgogna | Corrado II di Borgogna |                          |  |  |       |  |  |                 |  |  |                    |  |
|                        | Rodolfo I di Borgogna | Waldrada               |                          |  |  |       |  |  |                 |  |  |                    |  |
| Rodolfo II di Borgogna | Rodolfo I di Borgogna |                        |                          |  |  |       |  |  |                 |  |  |                    |  |
|                        |                       | Willa di Provenza      | Bosone I di Provenza     |  |  |       |  |  |                 |  |  |                    |  |
|                        |                       | Willa di Provenza      | Bosone I di Provenza     |  |  |       |  |  |                 |  |  |                    |  |
|                        |                       | Willa di Provenza      | …                        |  |  |       |  |  |                 |  |  |                    |  |
| Adelaide di Borgogna   |                       | Willa di Provenza      |                          |  |  |       |  |  |                 |  |  |                    |  |
|                        |                       | Burcardo II di Svevia  | Burcardo I di Svevia     |  |  |       |  |  |                 |  |  |                    |  |
|                        |                       | Burcardo II di Svevia  | Burcardo I di Svevia     |  |  |       |  |  |                 |  |  |                    |  |
|                        |                       | Burcardo II di Svevia  | Liutgarda di Sassonia    |  |  |       |  |  |                 |  |  |                    |  |
| Berta di Svevia        |                       | Burcardo II di Svevia  |                          |  |  |       |  |  |                 |  |  |                    |  |
|                        |                       | Regelinda              | Eberardo I del Zürichgau |  |  |       |  |  |                 |  |  |                    |  |
|                        |                       | Regelinda              | Eberardo I del Zürichgau |  |  |       |  |  |                 |  |  |                    |  |
|                        |                       | Regelinda              | …                        |  |  |       |  |  |                 |  |  |                    |  |
|                        |                       | Regelinda              |                          |  |  |       |  |  |                 |  |  |                    |  |

### Fonti primarie
- (LA)  Monumenta Germanica Historica, Scriptores, tomus I.
- (LA)  Rerum Gallicarum et Francicarum Scrptores tomus IX.
- (LA)  Recueil des Chartes de l'Abbaye de Cluny, tome II.
- (LA)  Monumenta Germaniae Historica, Scriptores, tomus III.
- (LA)  Annalista Saxo.
- (LA)  Richeri Historiarum, libri IIII.
- (LA) Rodulfi Glabri Historiarum Libri Quinque (PDF), su documentacatholicaomnia.eu.

### Letteratura storiografica
- Austin Lane Poole, "Ottone II e ottone III", cap. V, vol. IV (La riforma della chiesa e la lotta tra papi e imperatori) della Storia del Mondo Medievale, 1979, pp. 112–125.